# Hendrik Ooms
Hendrik "Henk" Ooms (Halfweg, Haarlemmerliede en Spaarnwoude, 18 de març de 1916 - La Haia, 6 de desembre de 1993) va ser un ciclista neerlandès que fou professional entre 1944 i 1945. Abans, com a amateur, va prendre part en els Jocs Olímpics de Berlín de 1936, en què guanyà una medalla de plata en la prova de tàndem, formant parella amb Bernhard Leene.
Era fill del també ciclista Willem Ooms, professional durant els anys 20.

## Palmarès
- 1936
  -  Medalla de plta als Jocs Olímpics de Berlín en tàndem
- 1937
  -  Campió dels Països Baixos de velocitat amateur
- 1938
  -  Campió dels Països Baixos de velocitat amateur